# اولگا مالینکیه‌ویچ
اولگا مالینکیه‌ویچ (تلفظ لهستانی: [ˈɔlɡa malinˈkjɛvit͡ʂ])(زاده ۲۶ نوامبر ۱۹۸۲) یک فیزیک‌دان، مخترع و کارآفرین لهستانی است. او به دلیل ابداع روشی برای تولید سلول خورشیدی مبتنی بر پروسکایت‌ها با استفاده از چاپ جوهرافشان شناخته می‌شود. او هم‌بنیان‌گذار و مدیر ارشد فناوری در شرکت سوله تکنولوژیز است. او برنده دو جایزه مخترع اروپایی (۲۰۲۴) است.

## زندگی‌نامه
مالینکیه‌ویچ در سال ۱۹۸۲ در وروتسواف، لهستان به دنیا آمد. او تحصیلات خود را در دانشکده فیزیک دانشگاه ورشو آغاز کرد و در سال ۲۰۰۵ مدرک کارشناسی خود را دریافت کرد. سپس در سال ۲۰۱۰ از دانشگاه فناوری بارسلونا فارغ‌التحصیل شد. در سال ۲۰۰۹، در دوران دانشجویی، فعالیت خود را در مؤسسه علوم فوتونیک آغاز کرد. در سال ۲۰۱۷، مدرک دکترای خود را از پارک علمی دانشگاه والنسیا در دانشگاه والنسیا تحت نظر دکتر هنک بولینک دریافت کرد. موضوع پایان‌نامه او، سلول‌های خورشیدی هیبریدی کم‌هزینه و کارآمد بود.
در سال ۲۰۱۴، او شرکت سوله تکنولوژیز را با حمایت سرمایه‌گذاران خصوصی تأسیس کرد و پیشنهاد دریافت ۱ میلیون یورو (۱٫۳ میلیون دلار آمریکا) برای ۱۰٪ سهام استارتاپ خود را رد کرد. نام این شرکت از ساوله، الهه خورشید در اسطوره‌شناسی بالتیک گرفته شده است.

## جوایز
در طول تحصیلاتش، اولگا مالینکیویچ معماری جدیدی برای سلول خورشیدی پروسکایتی توسعه داد که امکان ساخت این دستگاه‌ها را در دماهای پایین، با حفظ بازدهی بالا، فراهم می‌کرد. او در سال ۲۰۱۴ به دلیل این دستاورد، جایزه نوآوری دانشجویی کنسرسیوم صنعت فوتونیک اروپا را در رقابتی که توسط کمیسیون اروپا سازمان‌دهی شده بود، دریافت کرد. او مقاله‌ای در این زمینه در ساینسفیک ریپورتز منتشر کرد.
در سال ۲۰۱۵، مالینکیویچ در رتبه‌بندی نوآوران زیر ۳۵ سال که توسط «بازبینی فناوری ام‌آی‌تی» سازمان‌دهی شده بود، به دلیل توسعه فناوری جدیدی که می‌تواند باعث یک انقلاب اجتماعی در حوزه انرژی‌های تجدیدپذیر شود، مورد تقدیر قرار گرفت.
در سال ۲۰۱۶، او به دلیل سهم برجسته در توسعه علم لهستان نشان صلیب شوالیه‌ای نشان پولونیا رستیتوتا را از رئیس‌جمهور لهستان آندژی دودا دریافت کرد. همچنین، به دلیل فعالیت‌های علمی و تجاری آینده‌اش، توسط انجمن شیمی آمریکا به عنوان یکی از برترین زنان کارآفرین در حوزه فناوری‌های نوین معرفی شد.
در سال ۲۰۲۱، او برای اختراع و تجاری‌سازی سلول‌های خورشیدی پروسکایتی چاپی، جایزه «سیاره لم» را در دسته فناوری دریافت کرد. در سال ۲۰۲۴، او اولین دانشمند زن لهستانی بود که دو جایزه مخترع اروپایی را که توسط دفتر ثبت اختراع اروپا اعطا می‌شود، دریافت کرد. اولین جایزه در دسته «شرکت‌های کوچک و متوسط» و دومی در دسته جایزه محبوب‌ترین‌ها به او اعطا شد. مالینکیویچ و تیمش به دلیل پیشرفت در فناوری انرژی خورشیدی با سلول‌های خورشیدی پروسکایتی کم‌هزینه و سازگار با محیط زیست مورد تقدیر قرار گرفتند، که به عنوان یک ایده آینده‌نگرانه و فناوری‌ای که می‌تواند جهان را تغییر دهد توصیف شده است.

## حرفه
در سال ۲۰۱۵، مالینکیویچ به همراه دو تاجر لهستانی شرکت سوله تکنولوژیز (که نام آن از الهه خورشید در اساطیر بالتیک گرفته شده است) را تأسیس کرد. در ژانویه ۲۰۱۸، یک همکاری با شرکت ساختمانی سوئدی اسکانسکا امضا شد. این شرکت همچنین به دنبال همکاری با شرکت‌های فعال در خاورمیانه است. این شرکت همچنین با اگیز گروپ، تولیدکننده فیلم‌های پلاستیکی سخت، در زمینه پوشش‌دهی سلول‌های خورشیدی همکاری می‌کند.